# Saint-Côme
Saint-Côme é uma comuna francesa na região administrativa da Nova Aquitânia, no departamento da Gironda. Estende-se por uma área de 5,95 km². Em 2010 a comuna tinha 325 habitantes (densidade: 54,6 hab./km²).